# Όrοs Vourinοs (Kοryfi Asprοvouni)
Όrοs Vourinοs (Kοryfi Asprοvouni) este o arie protejată (arie specială de conservare — SAC, sit de importanță comunitară — SCI) din Grecia întinsă pe o suprafață de 774,08 ha, integral pe uscat.

## Localizare
Centrul sitului Όrοs Vourinοs (Kοryfi Asprοvouni) este situat la coordonatele 40°11′48″N 21°40′29″E / 40.196614°N 21.674697°E.

## Înființare
Situl Όrοs Vourinοs (Kοryfi Asprοvouni) a fost declarat sit de importanță comunitară în aprilie 1997 pentru a proteja 3 specii de animale. Situl a fost protejat și ca arie specială de conservare în martie 2011.

## Biodiversitate
Situată în ecoregiunea mediteraneană, aria protejată conține 8 habitate naturale: Lande oro-mediteraneene cu formațiuni endemice de grozamă, Pajiști alpine și subalpine calcaroase, Pajiști uscate din regiunea submediteraneeană estică (Scorzoneratalia villosae), Pajiști umede mediteraneene cu ierburi înalte de Molinio-Holoschoenion, Mlaștini alcaline, Păduri de Quercus trojana, Păduri de fag elene cu Abies borisii-regis, Păduri de pin (sub-) mediteraneene cu pini negri endemici.
La baza desemnării sitului se află mai multe specii protejate:
- amfibieni (1): izvoraș-cu-burta-galbenă (Bombina variegata)
- mamifere (1): vidră de râu (Lutra lutra)
- reptile (1): țestoasă bănățeană (Testudo hermanni)

Pe lângă speciile protejate, pe teritoriul sitului au mai fost identificate 34 de specii de plante, 2 specii de amfibieni, 3 specii de mamifere, 8 specii de reptile.